# Söderskär, Ekenäs
För andra betydelser, se Söderskär (olika betydelser).
Söderskär är en ö i Finland. Den ligger i Finska viken och i kommunen Raseborg i den ekonomiska regionen  Raseborg i landskapet Nyland, i den södra delen av landet. Ön ligger i Ekenäs skärgård, omkring 14 kilometer sydost om Ekenäs centrum och omkring 75 kilometer väster om Helsingfors.
Öns area är 4,2 hektar och dess största längd är 270 meter i sydväst-nordöstlig riktning. Ön höjer sig omkring 20 meter över havsytan.